# ویکتوریا پیک
ویکتوریا پیک (انگلیسی: Victoria Peak) نام کوهی در نیمهٔ‌غربی هنگ‌کنگ است. منطقه اعیان‌نشین مید-لِولز در ارتفاعات کوه‌پایه ویکتوریا پیک واقع شده‌است.
ویکتوریا پیک توسط یک مرکز مخابراتی رادیویی اشغال شده و برای عموم بسته است.  محوطه اطراف پارک‌های عمومی، امکانات توریستی و زمین‌های مسکونی با ارزش، منطقه‌ای است که معمولاً با نام قله به آن معنا می‌شود.  قله همچنین به خود قله ویکتوریا و مناطق مجاور آن از جمله ویکتوریا گپ، کوه کلت و کوه گاف اشاره دارد. گاهی اوقات بووِن هیل نیز ممکن است شامل شود.
قله ویکتوریا یکی از گران ترین مناطق مسکونی در هنگ کنگ، پس از دیپ واتر بِی و ژارداین لوک‌آوت است.